# Massimo Troisi
Massimo Troisi (født 19. februar 1953, død 4. juni 1994) var en italiensk skuespiller, filminstruktør og digter. Han er bedst kendt for sin rolle i filmen Il Postino. Kun 12 timer efter at filmen blev optaget, døde Troisi af et hjerteanfald. Han blev den fjerde skuespiller (efter James Dean, Peter Finch og Spencer Tracy), som blev nomineret til Oscar efter sin død.

## Filmografi

### Instruktør
- Ricomincio da tre (1981)
- Morto Troisi, viva Troisi! (1982, TV-program)
- Scusate il ritardo (1983)
- Non ci resta che piangere (1984, med Roberto Benigni)
- Le vie del Signore sono finite (1987)
- Pensavo fosse amore, invece era un calesse (1991)

### Manuskripfforfatter
- Ricomincio da tre (1981)
- Morto Troisi, viva Troisi! (1982)
- Scusate il ritardo (1983)
- Non ci resta che piangere (1984)
- Le vie del Signore sono finite (1987)
- Pensavo fosse amore, invece era un calesse (1991)
- il Postino (1994)

### Skuespiller
- Ricomincio da tre (1981)
- Morto Troisi, viva Troisi! (1982)
- No grazie, il caffè mi rende nervoso (1982)
- Scusate il ritardo (1983)
- F.F.S.S., cioè.. che mi hai portato a fare sopra a Posillipo se non mi vuoi più bene? (1983)
- Non ci resta che piangere (1984)
- Hotel Colonial (1986)
- Le vie del Signore sono finite (1987)
- Splendor (1988)
- Che ora è? (1989)
- Il viaggio di Capitan Fracassa (1990)
- Pensavo fosse amore, invece era un calesse (1991)
- Il Postino (1994)